# Alex Metric
Alex Metric (имя при рождении — Алекс Дрери) — британский музыкант, DJ и продюсер. Резидент на BBC Radio 1 в программе «In New DJs We Trust», выпустил многочисленные EP.

## Карьера диджея
Alex Metric стал известен в 2005 году после того, как он был подписан на легендарный британский брейкс и тек-фанк (tech-funk) лейбл Meat Katie — LOT49.
В 2008 за него проголосовали в номинации «Лучший ремиксер года» в Лондоне на радиостанции XFM. В 2009 году вступил на Radio 1 в программе «In New DJs We Trust». В январе 2010 Clash Music Magazine назначил ему 2-е место в списке лучших диджеев 2010 года.
DJ Alex Metric регулярно посещает различные европейские музыкальные фестивали, в том числе Glastonbury, Exit Festival и V Festival. Он создал ремиксы таких исполнителей, как Bloc Party, Phoenix, Alphabeat, Ladyhawke и La Roux.
Его стиль сочетает целый ряд музыкальных жанров, в том числе Брейкс, Синти-поп 80-х, Диско и Инди. Совсем недавно Alex Metric приступил к подготовке своих собственных оригинальных треков, а также ремиксов других исполнителей. В 2010 году он объявил, что приступает к созданию нового проекта с собой в качестве ведущего вокалиста.

## Дискография
- 2005 — This Is Hip Hop EP
- 2005 — Leave It EP
- 2005 — Hell Yeah EP
- 2006 — U Ready EP
- 2006 — Holding EP
- 2006 — Forget It All EP
- 2006 — Spilt Milk EP
- 2007 — Whatshewants EP
- 2007 — Space Hopper EP
- 2008 — Deadly On A Mission EP
- 2008 — In Your Machine
- 2009 — The Head Straight EP
- 2009 — It Starts EP
- 2010 — It Starts (The Remixes) EP
- 2011 — End Of The World EP
- 2011 — Open Your Eyes (Remixes & Productions)
- 2012 — Ammunition EP
- 2012 — Ammunition Pt.2 EP
- 2013 — Safe With You (Dub Mix)
- 2013 — Ammunition Pt.3 EP
- 2014 — Hope EP